# Mine de La Coipa
 (mars 2025).
La mine de La Coipa est une mine à ciel ouvert d'or et d'argent située dans la région d'Atacama au Chili. Elle appartient à 100 % à Kinross Gold.